# Estigma (sociologia)
En sociologia, l'estigma és una condició, atribut, tret o comportament que fa que el seu portador sigui inclòs en un marc social contra el que es genera una imatge negativa cap als seus membres i se'ls veu com culturalment inacceptables o inferiors. El concepte va ser encunyat el 1963 pel sociòleg nord-americà Erving Goffman, en el seu reconegut llibre del mateix títol, on precisa la noció sociològica del terme com fet de pertànyer a un grup social menystingut (grup ètnic, religió, nació, etc.), distingint entre les nocions anatòmica (abominació del cos) i psicològica (defectes del caràcter de l'individu).